# Красная книга Новосибирской области
Красная книга Новосибирской области — аннотированный список редких и находящихся под угрозой исчезновения животных, растений и грибов Новосибирской области. Она была подготовлена специалистами Департамента природных ресурсов и охраны окружающей среды Новосибирской области.
Красная книга Новосибирской области является официальным изданием, предназначенным как для специалистов, так и для широкого круга читателей. Для каждого вида приведены иллюстрации, карта распространения, определены статус и категория редкости, даны краткое описание, сведения о численности и необходимых мерах охраны.

## Издания

### Первое издание
Первое издание вышло в 1998 году — по растениям и в 2000 году — по животным.

### Второе издание
Второе издание Красной книги Новосибирской области выпущено в 2008 году тиражом 5000 экземпляров.
В издании представлен список редких и находящихся под угрозой исчезновения животных, растений и грибов Новосибирской области. Для нового издания списки были существенно переработаны и теперь включают значительно меньше видов (особенно сократилась численность видов позвоночных животных).
В Красную книгу 2008 года издания было включено 336 видов, из них — 179 видов растений и грибов, 157 видов животных (в том числе 10 видов млекопитающих, 77 видов птиц, 58 видов насекомых, 9 видов рыб, 2 вида кольчатых червей и 1 вид пресмыкающихся).

### Третье издание
Всего в новом издании, которое вышло в свет в конце 2018 года тем же тиражом, представлено 345 видов животного и растительного мира: 158 видов животных (из них 8 видов млекопитающих, 77 видов птиц, 1 вид пресмыкающихся, 9 видов лучеперых рыб, 2 видов кольчатых червей, 61 вид насекомых) и 187 видов растений и грибов (из них 104 вида покрытосеменных, 2 вида голосеменных, 7 видов папоротниковидных, 1 вид плауновидных, 1 вид хвощевидных, 21 вид мхов, 18 видов лишайниковидных, 2 вида харовых водорослей и 31 вид грибов). В новое издание дополнительно включены 28 видов (11 видов животных и 17 видов растений и грибов) и исключены 19 видов (10 видов животных и 9 видов растений и грибов).